# ロックフィールド
株式会社ロックフィールド（Rock Field Inc.）は、東京都渋谷区に本社を置く音楽制作会社である。代表は岩原健二。

## 概要
- 多数の音楽プロデューサー・クリエイターが所属している。
- 所属作家はAKBグループ・坂道シリーズ・ジャニーズ・水樹奈々・ももいろクローバーZ・藤田ニコル・人気声優・アニメ『ラブライブ!』主題歌などの楽曲を手掛ける。
- ゲーム、VR、遊技機のサウンド開発も多く手掛けている。
- 代表の岩原はEvery Little Thing・Do As Infinity・YANAGIMANのマネジメントを行っていた。

## マネジメントしている主なクリエイター
- 藤本貴則
- 森慎太郎
- 中谷あつこ
- 齋藤真也
- 西村ちさと
- 溝下創
- 藤末樹
- shungo.
- しほり
- 吉田敬子
- 白戸佑輔
- 鳥海雄介
- 愛内里菜